# Shakira Caine
Pour les articles homonymes, voir Caine.
Shakira Caine, née le 23 février 1947 au Guyana, est une actrice et mannequin guyanienne, née Shakira Baksh.

## Biographie
Shakira Caine est née au Guyana, sur l'Île de Leguan (en), une île du delta de l'Essequibo. Sa famille est originaire du Cachemire. Elle se fait connaître en terminant à la troisième place du concours Miss Monde 1967, et décide de s'installer à Londres où s'est tenu le concours pour commencer une carrière de mannequin. Elle jouera aussi au cinéma, principalement dans des seconds rôles.
En 1973, elle se marie à Las Vegas avec Michael Caine. Le couple s'est rencontré un peu plus tôt, après que Michael Caine a vu Shakira Baksh dans une publicité (réalisée par Ridley Scott) pour Maxwell House et a tout fait pour la retrouver. Il la trouve « belle » et « extraordinaire ». Alors qu'il est prêt à s'envoler pour le Brésil (lieu de tournage de la publicité), il rencontre dans un bar le publicitaire à l'origine de la réclame pour Maxwell House, qui lui annonce que l'actrice habite en réalité à Fulham Road (en), à moins de deux kilomètres du logement de Caine. Ils ont par la suite une fille, Natasha.

## Filmographie
- 1969 : Dieu pardonne, elles jamais !
- 1969 : Carry On Doctor
- 1970 : Toomorrow (en)
- 1974 : Son of Dracula
- 1975 : L'Homme qui voulut être roi